# Paraíso do Norte
Paraíso do Norte est une municipalité brésilienne de la microrégion de Paranavaí dans l'État du Paraná.
Le nom de la municipalité est tiré du fondateur de cette dernière, Leôncio de Oliveira Cunha, un ingénieur civil, qui trouvait l'emplacement fertile et propice à l'installation de futurs colons, "Paraíso do Norte" se traduisant par "Paradis du Nord" en français.